# Chaminé da estação GRES-2

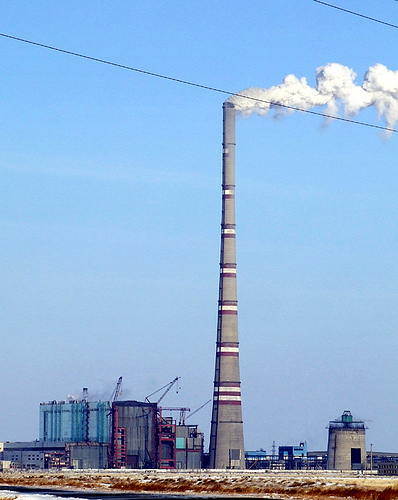

A Chaminé da estação GRES-2 foi construída em 1987 na cidade de Ekibastus, no Cazaquistão. Tem 419,7 m (1381 ft) de altura e é atualmente a 6.ª torre mais alta e a mais alta chaminé do mundo.